# Onthophagus pseudoliberianus
Onthophagus pseudoliberianus är en skalbaggsart som beskrevs av Moretto 2010. Onthophagus pseudoliberianus ingår i släktet Onthophagus och familjen bladhorningar. Inga underarter finns listade i Catalogue of Life.